# Bisonó
Bisonó, auch bekannt als Navarrete oder Villa Bisonó, ist eine Gemeinde in der Dominikanischen Republik. Sie ist eine der neun Gemeinden der Provinz Santiago und hat 31.608 Einwohner (Zensus 2010) in der städtischen Siedlung. In der Gemeinde Bisonó leben 45.344 Einwohner. Sie liegt etwa 25 Kilometer von Santiago de los Caballeros, der zweitgrößten Stadt der Dominikanischen Republik, entfernt.

## Geschichte
Im Jahr 1939 wurde das Gebiet, bekannt als Navarrete, unter die ländliche Verwaltung der Gemeinde Santiago gestellt. Im Jahr 1956 wurde die Siedlung Villa Bisonó anerkannt. In den späten 1950er Jahren wurde das Gebiet unter dem Namen Navarrete zu einem Gemeindebezirk aufgewertet, aber immer noch innerhalb der Gemeinde Santiago. Im Jahr 1962 wurde das Gebiet in die Kategorie der Gemeinde innerhalb der Provinz Santiago erhoben, mit dem Namen „Bisonó“, obwohl es oft als „Villa Bisonó“ oder „Navarrete“ bezeichnet wird.